# Missolungi
Missolungi (in greco Μεσολόγγι?, Mesolongi, nome ufficiale Iera Polis Mesolongiou, Città sacra di Missolungi) è un comune della Grecia situato nella periferia della Grecia occidentale (unità periferica dell'Etolia-Acarnania) con 12225 abitanti secondo i dati del censimento 2001.
A seguito della riforma amministrativa detta Programma Callicrate in vigore dal gennaio 2011 che ha abolito le prefetture e accorpato numerosi comuni, la superficie del comune è ora di 680 km² e la popolazione è passata da 17988 a 35805 abitanti.
A Missolungi morì per le cure sbagliate praticate dai medici, in particolare dal dott. Julius Millingen, il 19 aprile 1824, George Gordon Byron, meglio conosciuto come Lord Byron. Lord Byron aveva infatti contratto semplicemente una febbre da zecche.
Missolungi è la città principale della zona che si estende di fronte a Patrasso ma che solo dall'agosto del 2004 è raggiungibile direttamente dal Peloponneso (grazie al ponte Rion Antirion di recente costruzione) e senza dover passare dall'istmo di Corinto.
Per questo tutt'oggi gli abitanti di Missolungi sono chiamati dagli abitanti di Patrasso apekeini, che significa quelli dell'aldilà.